# Chorebus
Chorebus är ett släkte av steklar som beskrevs av Alexander Henry Haliday 1833. Chorebus ingår i familjen bracksteklar.

## Dottertaxa tillChorebus, i alfabetisk ordning[1][2]
- Chorebus abantis
- Chorebus abaris
- Chorebus abnormiceps
- Chorebus abrota
- Chorebus adnatus
- Chorebus affiniformis
- Chorebus agraules
- Chorebus agromyzae
- Chorebus alaskensis
- Chorebus albimarginis
- Chorebus albipes
- Chorebus alecto
- Chorebus alua
- Chorebus amasis
- Chorebus amauromyzae
- Chorebus ampliator
- Chorebus anasellus
- Chorebus andizhanicus
- Chorebus angelicae
- Chorebus angelus
- Chorebus angulicapitis
- Chorebus anita
- Chorebus aphantus
- Chorebus apollyon
- Chorebus aquaticus
- Chorebus ares
- Chorebus armida
- Chorebus artemisiellus
- Chorebus asini
- Chorebus asper
- Chorebus asperrimus
- Chorebus asphodeli
- Chorebus asramenes
- Chorebus astigma
- Chorebus atis
- Chorebus auctus
- Chorebus avesta
- Chorebus badius
- Chorebus baeticus
- Chorebus bathyzonus
- Chorebus bensoni
- Chorebus bibulus
- Chorebus bicoloratus
- Chorebus bres
- Chorebus brevicornis
- Chorebus brevifemur
- Chorebus brevitarsis
- Chorebus brevivalvis
- Chorebus brunnipes
- Chorebus buffelsnakensis
- Chorebus buhri
- Chorebus buryaticus
- Chorebus caelebs
- Chorebus caesariatus
- Chorebus calthae
- Chorebus cambricus
- Chorebus canace
- Chorebus canariensis
- Chorebus catta
- Chorebus cephalotes
- Chorebus chankaensis
- Chorebus chenopodii
- Chorebus chrysotegula
- Chorebus chrysoventris
- Chorebus cinctus
- Chorebus claripennis
- Chorebus compressiiventris
- Chorebus concinnus
- Chorebus confusus
- Chorebus costai
- Chorebus coxator
- Chorebus crassicornis
- Chorebus crassipes
- Chorebus crassitelus
- Chorebus credne
- Chorebus credulus
- Chorebus crenesulcis
- Chorebus crenulatus
- Chorebus creteus
- Chorebus crocale
- Chorebus cubicus
- Chorebus cubocephalus
- Chorebus cultratus
- Chorebus curtipes
- Chorebus cybeleius
- Chorebus cylindratus
- Chorebus cylindricus
- Chorebus cyparissus
- Chorebus cytherea
- Chorebus cytherius
- Chorebus dacnusoides
- Chorebus dagda
- Chorebus daimenes
- Chorebus declivis
- Chorebus deione
- Chorebus densepunctatus
- Chorebus denticurvatus
- Chorebus dentifer
- Chorebus dentisignatus
- Chorebus detorqus
- Chorebus didas
- Chorebus difficilis
- Chorebus dilatatus
- Chorebus dilatus
- Chorebus diremtus
- Chorebus dirona
- Chorebus divergens
- Chorebus dmitrii
- Chorebus dumitus
- Chorebus eaous
- Chorebus elegans
- Chorebus endymion
- Chorebus enephes
- Chorebus ergias
- Chorebus erigens
- Chorebus eros
- Chorebus erythrogaster
- Chorebus esbelta
- Chorebus eucodonis
- Chorebus euryale
- Chorebus expansus
- Chorebus falcator
- Chorebus fallaciosae
- Chorebus fallax
- Chorebus femoratus
- Chorebus filicornis
- Chorebus flagellaris
- Chorebus flagrator
- Chorebus flavescens
- Chorebus flavicornis
- Chorebus flavipes
- Chorebus flavipleuris
- Chorebus flavocinctus
- Chorebus flavotestaceus
- Chorebus fordi
- Chorebus foveolus
- Chorebus fragilosus
- Chorebus freya
- Chorebus fumimembris
- Chorebus fumipennis
- Chorebus fuscipennis
- Chorebus galii
- Chorebus ganesa
- Chorebus gedanensis
- Chorebus geminus
- Chorebus gentianellus
- Chorebus glaber
- Chorebus glabriculus
- Chorebus globosus
- Chorebus gnaphalii
- Chorebus gnaruris
- Chorebus gozmanyi
- Chorebus gracilipes
- Chorebus granulosus
- Chorebus griffithsi
- Chorebus groschkei
- Chorebus gyrinus
- Chorebus harringtoni
- Chorebus herbigradus
- Chorebus heringianus
- Chorebus hilaris
- Chorebus hirtigena
- Chorebus hirtipes
- Chorebus hova
- Chorebus humeralis
- Chorebus ibericus
- Chorebus incertus
- Chorebus interjectus
- Chorebus interstinctus
- Chorebus ioni
- Chorebus iphianassa
- Chorebus iphias
- Chorebus iridicola
- Chorebus iridis
- Chorebus irkutensis
- Chorebus kama
- Chorebus kamtshaticus
- Chorebus karelicus
- Chorebus kasparyani
- Chorebus kerzhneri
- Chorebus kirvus
- Chorebus knautiae
- Chorebus kunashiri
- Chorebus kunashiricus
- Chorebus ladogae
- Chorebus laetabilis
- Chorebus laeviceps
- Chorebus lanigerus
- Chorebus lanulosus
- Chorebus lanzarotensis
- Chorebus lar
- Chorebus larides
- Chorebus lateralis
- Chorebus latidens
- Chorebus latiradialis
- Chorebus leleji
- Chorebus leptogaster
- Chorebus liliputanus
- Chorebus limnicola
- Chorebus lissonotum
- Chorebus lissopleuris
- Chorebus lonchopterae
- Chorebus longicornis
- Chorebus longitarsis
- Chorebus longitemporis
- Chorebus longiterebralis
- Chorebus longiventris
- Chorebus lugubris
- Chorebus luzulae
- Chorebus lychnidis
- Chorebus macrocerus
- Chorebus macrornatus
- Chorebus maculigastrus
- Chorebus marshakovi
- Chorebus melanophytobiae
- Chorebus menes
- Chorebus meracus
- Chorebus merellus
- Chorebus merion
- Chorebus metallicus
- Chorebus micros
- Chorebus microsoma
- Chorebus minimus
- Chorebus minor
- Chorebus minutissimus
- Chorebus minutus
- Chorebus miodes
- Chorebus miodioides
- Chorebus misellus
- Chorebus mitra
- Chorebus monfreya
- Chorebus moniliatus
- Chorebus monilicornis
- Chorebus monitor
- Chorebus mucronatus
- Chorebus mufrius
- Chorebus myles
- Chorebus mysteriosus
- Chorebus nanus
- Chorebus navicularis
- Chorebus necessarius
- Chorebus nerissa
- Chorebus nerissus
- Chorebus nigricapitis
- Chorebus nigrifrons
- Chorebus nigriridis
- Chorebus nigriscaposus
- Chorebus nigritibialis
- Chorebus nigrosoma
- Chorebus ninella
- Chorebus nitidus
- Chorebus nixoni
- Chorebus nobilis
- Chorebus nomia
- Chorebus nomioides
- Chorebus norae
- Chorebus notaulicus
- Chorebus notus
- Chorebus nydia
- Chorebus obliquus
- Chorebus obscurator
- Chorebus obscuripes
- Chorebus oltenicus
- Chorebus omolonicus
- Chorebus ophthalmicus
- Chorebus orbiculatae
- Chorebus oreoselini
- Chorebus orientalis
- Chorebus orisellus
- Chorebus orissa
- Chorebus oritias
- Chorebus ovalis
- Chorebus pachysemoides
- Chorebus paracredne
- Chorebus partimpilosus
- Chorebus parvungula
- Chorebus parvus
- Chorebus paucipilosus
- Chorebus pelion
- Chorebus pellax
- Chorebus percussor
- Chorebus peremptor
- Chorebus perkinsi
- Chorebus petiobrevis
- Chorebus petiolaris
- Chorebus petiolatus
- Chorebus phaedra
- Chorebus pilosiscutum
- Chorebus pimpinellae
- Chorebus pinguis
- Chorebus pione
- Chorebus plumbeus
- Chorebus poemyzae
- Chorebus polygoni
- Chorebus pospelovi
- Chorebus posticus
- Chorebus pratensis
- Chorebus propediremptum
- Chorebus propinquus
- Chorebus prosper
- Chorebus pseudoasini
- Chorebus pseudoasphodeli
- Chorebus pseudoasramenes
- Chorebus pseudometallicus
- Chorebus pseudomisellus
- Chorebus pulchellus
- Chorebus pullulus
- Chorebus pulverosus
- Chorebus punctum
- Chorebus querceti
- Chorebus resa
- Chorebus resus
- Chorebus rhanis
- Chorebus risilis
- Chorebus rondanii
- Chorebus rostratae
- Chorebus rotundifossa
- Chorebus rotundiventris
- Chorebus rubicundulus
- Chorebus rubicundus
- Chorebus ruficollis
- Chorebus rufimarginatus
- Chorebus rufipes
- Chorebus rufiventris
- Chorebus rugipleuris
- Chorebus sachemellus
- Chorebus sakhalinensis
- Chorebus sakhalinicus
- Chorebus salvoi
- Chorebus sativi
- Chorebus scabiosae
- Chorebus scabrifossa
- Chorebus schlicki
- Chorebus sculptitergum
- Chorebus scythicus
- Chorebus seimchanicus
- Chorebus selene
- Chorebus semifumosus
- Chorebus senilis
- Chorebus separatus
- Chorebus serenus
- Chorebus serus
- Chorebus singularis
- Chorebus siniffa
- Chorebus sinuosus
- Chorebus solstitialis
- Chorebus spasskensis
- Chorebus spatulatus
- Chorebus spenceri
- Chorebus sphaeroides
- Chorebus sphaerothorax
- Chorebus stagnalis
- Chorebus stenocentrus
- Chorebus stenocera
- Chorebus stenocerus
- Chorebus stilifer
- Chorebus striola
- Chorebus subabaris
- Chorebus subampliator
- Chorebus subasper
- Chorebus subauctus
- Chorebus subcylindratus
- Chorebus subexpansus
- Chorebus subfuscipennis
- Chorebus subfuscus
- Chorebus subnerissa
- Chorebus subpetiolatus
- Chorebus subsativi
- Chorebus sulciferus
- Chorebus sulcimarginis
- Chorebus sylvestris
- Chorebus talaris
- Chorebus talpigo
- Chorebus tamiris
- Chorebus tamsi
- Chorebus tanis
- Chorebus tenellae
- Chorebus tenuicornis
- Chorebus tenuivalvis
- Chorebus terebrator
- Chorebus tergoflavus
- Chorebus testaceipes
- Chorebus thalictri
- Chorebus thecla
- Chorebus thisbe
- Chorebus thomsoni
- Chorebus thoracicus
- Chorebus thusa
- Chorebus tibialis
- Chorebus tobiasi
- Chorebus transversus
- Chorebus tridens
- Chorebus trilobomyzae
- Chorebus tripartitus
- Chorebus trjapitzini
- Chorebus tshukoticus
- Chorebus tumidus
- Chorebus turcomanus
- Chorebus uliginosus
- Chorebus uma
- Chorebus uralicus
- Chorebus ussuricus
- Chorebus ussuriensis
- Chorebus uzon
- Chorebus varicornis
- Chorebus varuna
- Chorebus venustulus
- Chorebus venustus
- Chorebus veratri
- Chorebus vernalis
- Chorebus verticalis
- Chorebus vicinus
- Chorebus vitripennis
- Chorebus votivus
- Chorebus xanthaspidae
- Chorebus xanthotegula
- Chorebus xiphidius
- Chorebus xylostellus